# Trunkierung (Sprache)
Trunkierung (lateinisch truncare, deutsch ‚abschneiden‘, englisch truncation) ist in der Linguistik ein Phänomen der Wortbildung, bei dem ein Wort auf eine bestimmte Länge verkürzt wird. Oft finden weitere morphologische oder phonologische Umformungen statt, wie etwa Affigierung, Umlaut oder Resilbifizierung.

## Abgrenzung und ähnliche Phänomene
Im Gegensatz zur Rückbildung, bei der der abgeschnittene Teil eines Wortes eine bestimmte Länge hat, ist bei der Trunkierung der übrig bleibende Teil von fester Größe.
Eng mit der Trunkierung verwandt ist die partielle Reduplikation. Bei dieser wird eine auf eine bestimmte Länge verkürzte Version eines Wortes an das Wort selbst angehängt. Im Ilokano, einer philippinischen Sprache, wird der Plural eines Nomens dadurch gebildet, dass der Stamm des Nomens selbst kopiert und diese Kopie (der so genannte Reduplikant) nach Reduzierung („Trunkierung“) auf die erste Silbe an den Anfang des Nomens gestellt wird. Im folgenden Beispiel ist die Trunkierung eines Reduplikants durch Durchstreichen gekennzeichnet:
| kaldiŋ | kaldiŋ – kaldiŋ      | kalkaldiŋ |
| „Gans“ | Reduplikant – Wurzel | „Gänse“   |

## Beispiele aus dem Deutschen

### i-Trunkierung
Ein Beispiel für Trunkierung im Deutschen ist die i-Trunkierung. Dabei werden längere Wörter auf die erste schwere Silbe verkürzt und ein -i ans Ende des neuen Wortes angehängt. Beispiele sind:
- Student → Studi
- Alkoholiker → Alki
- Depression → Depri
- Ostdeutsch(er) → Ossi
- Michael → Michi
- Andreas → Andi
- Gabriele → Gabi

Die i-Trunkierung im Deutschen hat oft kosende oder verniedlichende Bedeutung.

### Verkürzung
Neben der i-Trunkierung gibt es eine weitere Art der Trunkierung im Deutschen, bei der ein Wort auf die ersten zwei Silben reduziert wird, wobei die letzte der beiden Silben leicht ist, d. h., auf einen Vokal endet:
- Demonstration → Demo
- Pornographie → Porno
- homosexuell → homo
- Diskothek → Disko
- Universität → Uni

Ob beim letzten Beispiel das /i/ aus dem Ausgangswort stammt oder wie bei der i-Trunkierung angehängt wird, ist nicht entscheidbar. Bedeutungsunterschiede bei dieser Art der Trunkierung bleiben im Deutschen oft aus, meist hat sie sprachökonomische Gründe.

### Plural in deutschen Dialekten
In einigen Dialekten des Deutschen wird der Plural bestimmter Nomen nicht (wie sonst generell) durch Anhängen eines Suffixes gebildet, sondern durch Trunkierung. Die folgenden Beispiele stammen aus dem Mittelhessischen, zitiert nach Golston & Wiese:
- hond ‚Hund‘ – hon ‚Hunde‘
- muːd ‚Mund’ – miːn ‚Münder‘
- krog ‚Krug‘ – kre ‚Krüge‘